# Luíza Tomé
Luíza Francineide Coutinho Tomé (n. Amontada, entonces Itapipoca, 10 de mayo de 1961) es una actriz brasileña.
Su primera aparición en la televisión para ningún capítulo 154 da la novela Dancin' Days, de 1978, de la Rede Globo. En una pequeña cena, ella aparece por unos segundos al lado de dos personajes principales, Raul (Eduardo Tornaghi), en la fiesta de Año Nuevo.
Luíza vino a ver la televisión en 1984, para ser escalada para el Cuerpo a cuerpo. No más tarde, participó en la película Tropclip. El éxito no se encuentra hasta 1989, cuando interpretó la teúda y manteca de Modesto Pires (Armando Bógus), Carol, una telenovela Tieta, de Aguinaldo Silva. 
Luíza tuvo una aparcería muy exitosa con el autor Aguinaldo Silva, además de Tieta, participó en el miniseries Riacho Doce y novelas, Pedra sobre Pedra, Fera Ferida, La indomable y Puerto de los milagros, todos de Aguinaldo.

## Vida personal
Fue casô con el empresario Adriano Facchini de quien se separó en enero de 2012, tras 17 años de matrimonio, con él tiene tres hijos: Bruno, Adriana y Luigi.

## Trabajos en la televisión
| Año  | Título                      | Papel                                 | Notas                              |
| ---- | --------------------------- | ------------------------------------- | ---------------------------------- |
| 1984 | Cuerpo a cuerpo             | Alice Gouveia                         |                                    |
| 1989 | Tieta                       | Carolina (Carol)                      |                                    |
| 1990 | Riacho Doce                 | Francisca                             |                                    |
| 1992 | Pedra sobre Pedra           | Vida                                  |                                    |
| 1992 | Você Decide                 |                                       | Episodio: "A Cantada"              |
| 1992 | Especial Leandro & Leonardo |                                       | Especial de fin de año             |
| 1993 | Você Decide                 | Vanete                                | Episodio: "Se Acaso Você Chegasse" |
| 1993 | Fera Ferida                 | Maria dos Remédios                    |                                    |
| 1994 | Você Decide                 |                                       | Episodio: "A Expulsão do Paraíso"  |
| 1995 | Pátria Minha                | Isabel Nogueira                       | Participação                       |
| 1995 | Você Decide                 |                                       | Episodio: "Pela Estrada da Vida"   |
| 1996 | Quem É Você?                | Cíntia Tavares                        |                                    |
| 1996 | Você Decide                 |                                       | Episodio: "A Pequena Herdeira"     |
| 1997 | La indomable                | Scarleth Williams Mackenzie Pitiguary |                                    |
| 1998 | Você Decide                 |                                       | Episodio: "Don Juan do Rio"        |
| 1999 | Você Decide                 | Eleuzina                              | Episodio: "O Califa de Caruaru"    |
| 1999 | Vila Madalena               | Raquel                                |                                    |
| 2001 | Puerto de los milagros      | Rosa Palmeirão                        |                                    |
| 2001 | Sai de Baixo                | Bia                                   | Episodio: "A Mandinga do Tempo"    |
| 2002 | Brava Gente                 | Lola                                  | Episodio: "O Enterro da Cafetina"  |
| 2004 | Começar de Novo             | Lúcia Borges                          |                                    |
| 2006 | Ciudadano brasileño         | Tereza Castro                         |                                    |
| 2007 | Luz do Sol                  | Maria Stella Alcântara Diniz          |                                    |
| 2008 | Os Óculos de Pedro Antão    | Dona Camila                           | Especial de fin de año             |
| 2009 | Bela, a Feia                | Samantha di Freitas                   |                                    |
| 2012 | Máscaras                    | Geraldine Aidan                       |                                    |
| 2013 | Dona Xepa                   | Meg Pantaleão                         |                                    |
| 2013 | Casamento Blindado          | Edna                                  | Especial de fin de año             |
| 2014 | Milagres de Jesus           | Carmela                               | Episodio: "Milagres em Genesaré"   |
| 2016 | Escrava Mãe                 | Rosalinda Pavão                       |                                    |
| 2017 | Apocalipsis                 | Letícia Santero                       |                                    |